# 343 a.C.

## Eventos
- Início da Primeira Guerra Samnita entre a República Romana e Sâmnio.
- Marco Valério Corvo, pela terceira vez, e Aulo Cornélio Cosso Arvina, cônsules romanos.
- Artaxerxes III conquista o Egipto.